# 洛斯潘塔諾斯峰
8°48′13″N 70°54′29.6″W / 8.80361°N 70.908222°W
洛斯潘塔諾斯峰（西班牙語：Cerro Los Pantanos），是委內瑞拉的山峰，位於該國西部梅里達州，處於穆庫切斯以北，屬於梅里達內華達山脈中庫拉塔山脈的一部分，海拔高度4,035米。